# Motor-Talk.de
Motor-Talk.de (Lối viết của trang: MOTOR-TALK.de) là một trang mạng tiếng Đức về chủ đề phương tiện di chuyển, được điều hành bởi công ty mobile.de GmbH có trụ sở tại Dreilinden. Phần chính của trang mạng là diễn đàn, nơi người dùng có đăng ký có thể trao đổi về xe hơi và xe máy từ năm 2001. Kể từ tháng 5 năm 2012, trang có một ban biên tập đầy đủ về các chủ đề chuyên về xe hơi.
Motor Talk bao gồm các phần khác nhau. Ngoài phần diễn đàn và trang tin tức, có ví dụ như blog của người dùng, tường thuật về xe hơi được chạy thử, có một thị trường tư nhân và một bộ phận hướng dẫn mua xe. Motor-Talk.de là cộng đồng trực tuyến lớn nhất về ô tô ở Đức.